# Olympiaden i Mexico
Olympiaden i Mexico (spansk: Olimpiada en México) er en dokumentarfilm fra 1969 instrueret af Alberto Isaac. Den blev nomineret til en Oscar for bedste dokumentarfilm. Filmen dokumenterer de olympiske lege 1968 i Mexico City.